# Мэрисвилл (Вашингтон)
Мэрисвилл (англ. Marysville) — город в США, расположенный в округе Снохомиш штата Вашингтон. Население города — 60 020 человек (2010).

## История
Мэрисвилл был основан в 1872 году Джеймсом П. Комфордом как торговый пост, но не был заселен другими поселенцами до 1883 года. С 1885 года в городе начался активный период экономического роста. В Мэрисвилле появились новые здания и промышленные предприятия, а население города увеличилось. С 1891 году через Мэрисвилл стала проходить Большая Северная железная дорога, что также способствовало экономическому развитию. Исторически этот район известен как место заготовки древесины и сельскохозяйственной продукции. Особенно было развито выращивание клубники, за что в 1920-х годах Мэрисвилл прозвали «Клубничным городом».
В 1970-х и 1980-х годах к городу был присоединён ряд пригородов, что привело к его существенному расширению. В период с 1980 по 2000 год население города увеличилось в пять раз и достигло отметки в 60 000 жителей, что позволило Мэрисвиллу стать вторым городом по численности населения в округе Снохомиш.

## География
Город расположен в северо-западной части округа Снохомиш. Общая площадь Мэрисвилла составляет 54,23 км².
Город разделён на 11 районов: Даунтаун, Парк Дженнингс, Саннисайд, Ист-Саннисайд/Виски-Ридж, Седаркрест/Гетчелл-Хилл, Норт Мэрисвилл/Пейнвуд, Келлог-Марш, Маршалл/Круз, Шултс, Смоки-Пойнт и Лейквуд.

## Демография
Согласно переписи 2010 года, в городе проживало 60 020 человек в 21 219 домохозяйствах в составе 15 370 семей. Плотность населения составляла 1107 чел/км². В городе числилось 22363 помещения (412/км).
Расовый состав населения:
80,0 % — белых
5,6 % — азиатов
1,9 % — коренных американцев
1,9 % — черных или афроамериканцев
0,6 % — выходцев с тихоокеанских островов
4,4 % — лиц других рас
К двум или более рас принадлежало 5,5 %. Доля испаноязычных составляла 10,3 % от всех жителей.
По возрастным диапазонам население распределилось следующим образом: 27,5 % — лица моложе 18 лет, 62,6 % — лица в возрасте 18-64 лет, 9,9 % — лица в возрасте 65 лет и старше. Средний возраст жителей составил 34,2 года. На 100 женщин в городе приходилось 97,6 мужчин.
Средний доход на одно домашнее хозяйство составил 74 466 долларов США, а средний доход на одну семью — 82 730 долларов. За чертой бедности находилось 10,0 % лиц, в том числе 12,3 % детей в возрасте до 18 лет и 6,8 % лиц в возрасте 65 лет и старше.